# Mado, Burkina Faso
Mado är en ort i Burkina Faso.   Den ligger i regionen Cascades, i den sydvästra delen av landet, 400 km sydväst om huvudstaden Ouagadougou. Mado ligger 346 meter över havet och antalet invånare är 193.
Terrängen runt Mado är platt. Runt Mado är det mycket glesbefolkat, med 3 invånare per kvadratkilometer.. Närmaste större samhälle är Doutié, 14,9 km nordväst om Mado.
Omgivningarna runt Mado är huvudsakligen savann.